# Ma (kana)
Ma (romanização do hiragana ま ou katakana マ) é um dos kana japoneses que representam um mora. No sistema moderno da ordem alfabética japonesa (Gojūon), ele ocupa a 31.ª posição do alfabeto, entre Ho e Mi.
| Forma                   | Romaji      | Hiragana        | Katakana        |
| ----------------------- | ----------- | --------------- | --------------- |
| Normal m- (ま行 ma-gyō) | ma          | ま              | マ              |
| Normal m- (ま行 ma-gyō) | maa mā, mah | まあ, まぁ まー | マア, マァ マー |

## Formas alternativas
No Braile japonês, ま ou マ são representados como:
| ●  | － |
| － | ●  |
| ●  | ●  |

O Código Morse para ま ou マ é: －・・－

## Traços

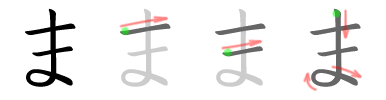
Seqüência de traços para escrita do ま

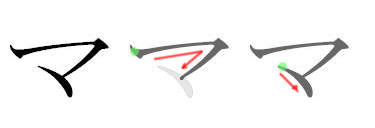
Seqüência de traços para escrita do マ